# Anna M.
Anna M. ist ein französischer Spielfilm aus dem Jahr 2007. Im deutschen Fernsehen lief der Film auch unter dem Titel Liebeswahn.

## Handlung
Anna M. ist ein einsames Mädchen, sie lebt zurückgezogen mit ihrer Mutter und ihrem Hund. Als Buchrestauratorin in der französischen Nationalbibliothek ist sie beliebt bei ihren Kollegen, vor allem die junge Éléonore ist ihr sehr zugetan. Doch Anna sehnt sich nach Liebe und in ihrer Verzweiflung wirft sie sich vor ein Auto. Verletzt kommt sie in ein Krankenhaus, wo Dr. Zanevsky sie liebevoll behandelt. Anna verliebt sich in den attraktiven Arzt, der davon jedoch nichts bemerkt. Jede kleine Aufmerksamkeit, die er ihr zukommen lässt, ist für Anna nur der Beweis seiner Liebe und steigert ihr irreales Begehren zu dem glücklich verheirateten Mann. 
Sie drängt sich immer mehr in das Leben von Dr. Zanevsky und seiner Frau, bis hin zu einem obsessiven Stalking, das sie schließlich in die Psychiatrie führt. Dort wird festgestellt, dass Anna schwanger ist. Mit Albert, einem Sicherheitsbediensteten, hatte sie eine Liebesnacht in einem Hotel, in dem sie sich zuvor in ihrem Wahn mit Dr. Zanevsky verabredet glaubte. Ihre Arbeitskollegin Éléonore ist mittlerweile die einzige Person, die noch zu ihr hält. Gemeinsam beginnen die beiden ein neues Leben und wollen Annas kleiner Tochter ein liebevolles Elternpaar sein.

## Hintergrund
Anna M. war der dritte Spielfilm von Michel Spinosa. Der Film erlebte seine Welturaufführung am 14. Februar 2007 auf der Berlinale in der Sektion Panorama. Am 11. April 2007 war Kinostart in Frankreich und Belgien.

## Kritik
Das Lexikon des internationalen Films beschreibt den Film als eine „von guten Darstellern getragene psychologische Studie“, die „mit Elementen eines Psycho-Thrillers“ operiere, „womit sie ihr Thema nicht allzu tief auslotet und sich weitgehend mit den Oberflächenreizen der Stalker-Problematik zufrieden gibt.“

## Auszeichnungen
Die Leistung der Hauptdarstellerin Isabelle Carré brachte ihr 2008 eine Nominierung für den César ein.